# تایندامبو
تایندامبو (به لاتین: Taindambo) یک منطقهٔ مسکونی در ماداگاسکار است که در ناحیه آمبوهیماهاسوآ واقع شده‌است. تایندامبو ۱۰٬۰۰۰ نفر جمعیت دارد و ۱٬۲۵۰ متر بالاتر از سطح دریا واقع شده‌است.